# 専門機関
専門機関（せんもんきかん、英: Specialized Agencies）は、経済・社会・文化・教育・保健等の分野における専門の国際機関であり、国際連合憲章第63条の規定に基づいて国際連合経済社会理事会との間で協定を締結し、国際連合と連携関係にある国際連合機関である。

## 概要
国際連合憲章第57条では、「政府間の協定によって設けられる各種の専門機関で、経済的、社会的、文化的、教育的及び保健的分野並びに関係分野においてその基本的文書で定めるところにより広い国際的責任を有するもの」で、「第63条の規定に従って国際連合と連携関係をもつもの」を専門機関と定義している。
現在、15の機関が、この規定に基づき国際連合と連携協定を結び、専門機関となっている。
各機関が専門機関となった過程は様々である。1865年に設立された万国電信連合を前身とする国際電気通信連合（ITU）や、1874年に設立された万国郵便連合（UPU）のように国際連合やその前身の国際連盟よりも古い歴史を持つものも多い。また、国際連合教育科学文化機関（UNESCO）や世界保健機関（WHO）のように第二次世界大戦後、国際連合とほぼ同時期に設立されるとともに、設立とほぼ同時期に専門機関となった機関も多い。
専門機関は、国際連合と密接な連携関係にあるものの、自律的な国際機関であって国際連合に従属関係にある組織ではない。このため、国際連合に加盟していない国であっても、個々の専門機関の設立条約に加入するなどの所定の手続きを経ることにより、専門機関の加盟国となることが可能である。
例えば、スイスは、2002年に国際連合に加盟する以前より、各専門機関の加盟国であった。安全保障理事会の常任理事国である中華人民共和国が拒否権を有し、国際連合への加盟の目途が立たない台湾が、世界保健機関への加盟を模索しているのもこのためである。
専門機関の職員の採用・昇進・給与などの勤務条件は、国際連合が定める共通制度（United Nations Common System）に準じている場合が多い。

## 専門機関の一覧
- 国際連合食糧農業機関（FAO） - 1945年（前身は1905年）設立。
- 国際民間航空機関（ICAO） - 1947年設立。
- 国際農業開発基金（IFAD） - 1977年設立、同年専門機関となる。
- 国際労働機関（ILO） - 1919年設立、1946年専門機関となる。
- 国際通貨基金（IMF） - 1946年設立、1947年専門機関となる。
- 国際海事機関（IMO） - 1958年設立。
- 国際電気通信連合（ITU） - 1932年（前身は1865年）設立、1947年専門機関となる。
- 国際連合教育科学文化機関（UNESCO） - 1946年設立、1986年専門機関となる。
- 国際連合工業開発機関（UNIDO） - 1967年設立、同年専門機関となる。
- 世界観光機関（UN Tourism） - 1975年（前身は1925年）設立、2003年専門機関となる。
- 万国郵便連合（UPU） - 1874年設立、1948年専門機関となる。
- 世界銀行（WB）グループ - 1946年設立。
  - 国際復興開発銀行（IBRD）
  - 投資紛争解決国際センター（ICSID）
  - 国際開発協会（IDA）
  - 国際金融公社（IFC）
  - 多国間投資保証機関（MIGA）
- 世界保健機関（WHO） - 1948年設立、同年専門機関となる。
- 世界知的所有権機関（WIPO） - 1970年（前身のBIRPIは1893年）設立、1974年専門機関となる[1]。
- 世界気象機関（WMO） - 1950年（前身は1873年）設立、1951年専門機関となる。